# Basinkomst i Turkiet
Basinkomst som politisk fråga och systemskifte har först under 2000-talet fått viss uppmärksamhet i Turkiet. En stor del av landets befolkning får endast sporadisk ekonomisk hjälp i tider av arbetslöshet med mera och för dessa grupper skulle basinkomst vara en väsentlig förbättring avseende den ekonomiska tryggheten Detta beror i sin tur på att de flesta bidrag och förmåner är knutna till formella lönearbeten samtidigt som bönder, informella arbetare i städerna och självanställda utgör merparten av landets befolkning.

## Historik
- 2004: En workshop om basinkomst arrangeras i Istanbul. Medverkar gör bland andra Guy Standing och Daniel Raventos. [3]
- 2012: Konferensen "Turkey Debates its Social Policies" arrangeras i ett samarbete mellan Koç University, MoFSP och Världsbankens Turkiet-avdelning. De akademiska artiklarna kritiserar exkluderande socialpolitik och förordar medborgarbaserade trygghetssystem..[4]